# Mirabeau-Turm
Der Mirabeau-Turm (französisch Tour Mirabeau) ist ein Bürohochhaus im 15. Arrondissement der französischen Hauptstadt Paris.
Der Turm, benannt nach der nahegelegenen Mirabeau-Brücke, ist der südlichste im Stadtviertel Front-de-Seine. Das Gebäude besteht aus drei Flügeln, die in Form eines „Y“ angeordnet sind; das dreieckige Grundstück (2.453 m²) wird umschrieben vom Quai André-Citroën, der Avenue Émile-Zola und der Rue de Javel.
Zu den Nutzern gehören die Regierungsbehörden CSA und BRGM, das französische Arbeitsministerium sowie das Umweltprogramm der Vereinten Nationen (UNEP) und die Bank Dexia.